# Australobolbus convergifrons
Australobolbus convergifrons is een keversoort uit de familie van de mesttorren (Geotrupidae). De wetenschappelijke naam van de soort werd in 1992 gepubliceerd door Henry Fuller Howden.